# 17273 Karnik
17273 Karnik è un asteroide della fascia principale. Scoperto nel 2000, presenta un'orbita caratterizzata da un semiasse maggiore pari a 2,2691104 UA e da un'eccentricità di 0,0227570, inclinata di 5,42296° rispetto all'eclittica.